# Rostkindad cettia
Rostkindad cettia (Abroscopus albogularis) är en asiatisk fågel i familjen cettisångare inom ordningen tättingar.

## Utseende och levnadssätt
Rostkindad cettia är en mycket liten fågel med en kroppslängd på endast åtta centimeter. Den har rostfärgad ansikte och svart inslag på strupen. Bröstet är gult och buken vit, liksom övergumpen. Den saknar vingband och vita inslag i stjärten (vanligt hos liknande arter). Arten påträffas i stånd med bambu.

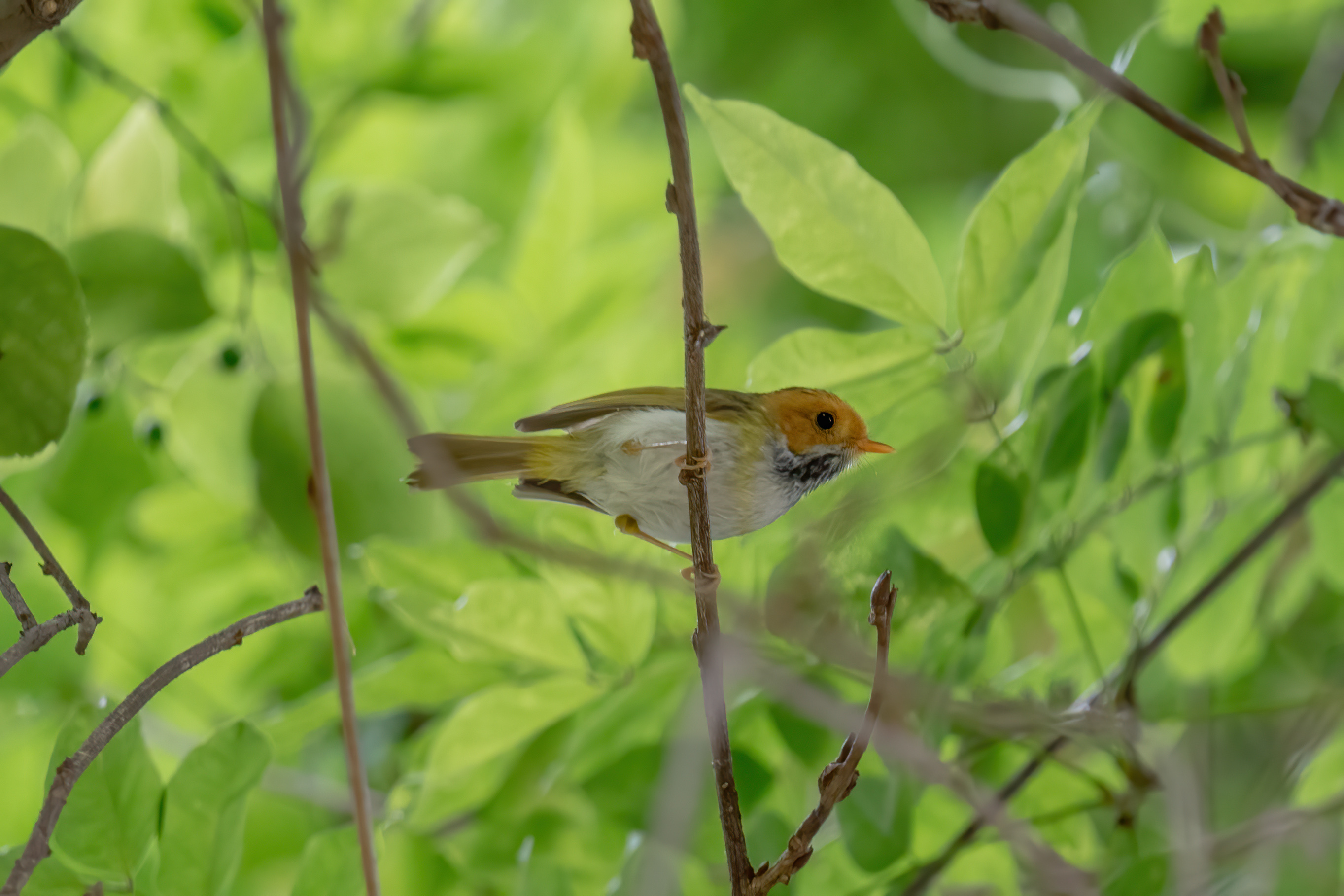

## Utbredning och systematik
Rostkindad cettia delas upp i tre underarter med följande utbredning:
- Abroscopus albigularis albigularis – Nepal till Sikkim, nordöstra Inden, Bangladesh, Yunnan och västra Myanmar
- Abroscopus albigularis fulvifacies – södra Kina till norra Laos och norra Vietnam samt Hainan
- Abroscopus albigularis hugonis – nordvästra Thailand

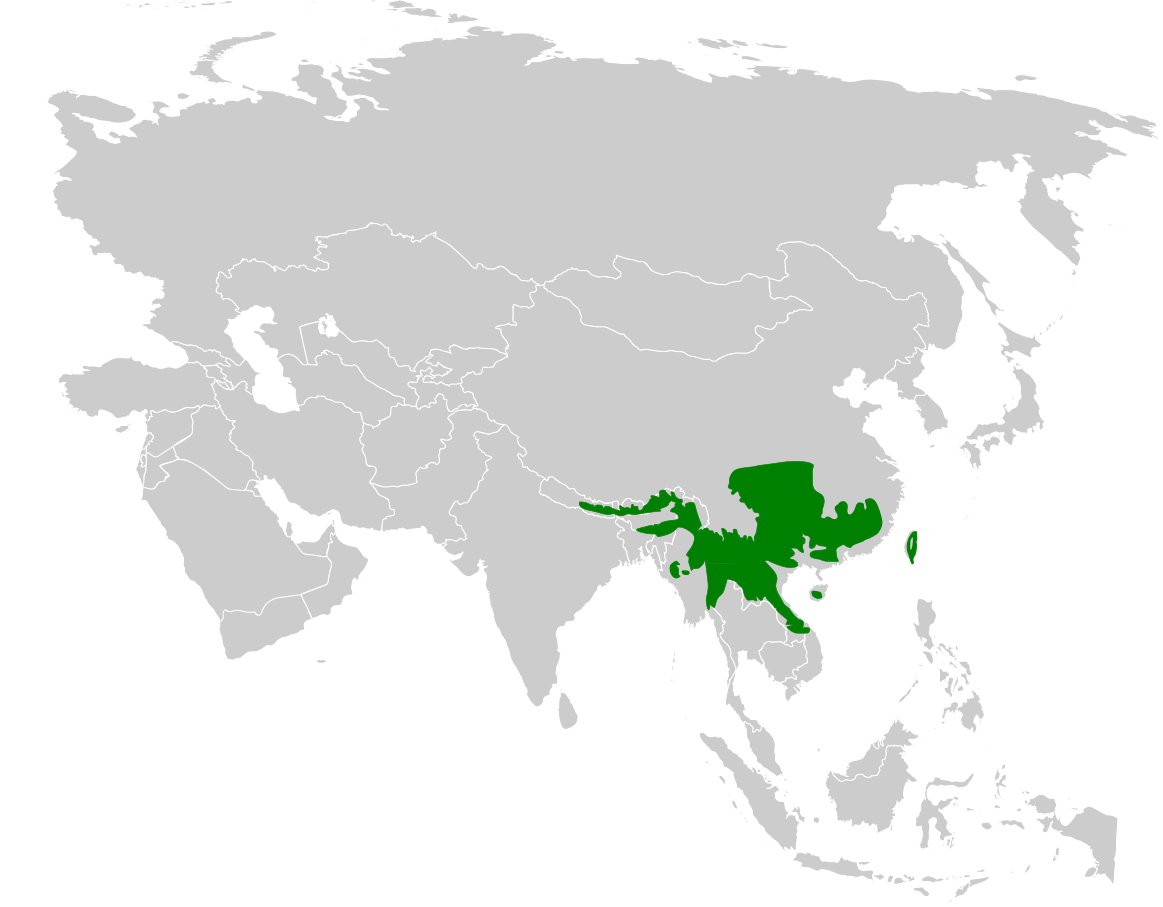
Utbredningsområde för rostkindad cettia.

### Släktskap
De tre arterna i Abroscopus ansågs tidigare vara nära släkt med bambusångarna i Seicercus. DNA-studier visar dock att de inte alls är nära släkt. Istället är Abroscopus-arterna en del av cettisångarna.

## Status och hot
Arten har ett stort utbredningsområde, men tros minska i antal, dock inte tillräckligt kraftigt för att den ska betraktas som hotad. Internationella naturvårdsunionen IUCN listar arten som livskraftig (LC).

## Namn
Fågeln kallades tidigare rödkindad bambusångare när den ansågs stå nära bambusångarna i Seicercus.